# 压力传感器

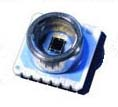
数字式气压传感器

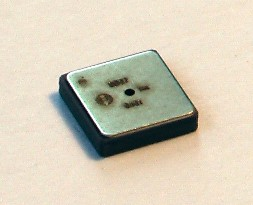
紧凑型数字气压传感器

压力传感器是用于测量液体与气体的压强的传感器。与其他传感器类似，压力传感器工作时将压力转换为电信号输出。  
压力传感器在很多监测与控制应用中得到大量的使用。除了直接的压力测量，压力传感器同时也可用于间接测量其他量，如液体/气体的流量，速度，水面高度或者海拔高度。
压力传感器在使用的技术，设计，性能表现，工作适应条件与价格上有很大的差异。初略估计，全世界有60种以上技术的压力传感器和至少300家企业生产压力传感器。
同时，也有一类的压力传感器设计用于动态测量高速变化的压强。示例的应用有引擎气缸的燃烧压力或者涡轮发动机中气体的压强监测。这样的传感器一般以压电材料制造，例如石英。
一些压力传感器，例如应用于交通执行照相机中的，则以二进制方式运行，也就是，当压力达到某数值，则传感器控制接通或断开电路，这类型的压力传感器也被称作压力开关。

## 压强测量类型
压力传感器可以通过它们所能测量的压强范围，工作温度以及压强类型而进行分类；其中最重要的是压强类型。若依压强类型分类的方式中，压力传感器可以分为以下五类：
- 絕對壓力传感器：

這種壓力传感器量測流體真正的壓强，也就是相對於真空壓强下的壓强。海平面上的絕對大氣壓力是101.325kPa（14.7 PSI）。
- 錶壓力传感器（gauge pressure sensor）：

這種壓力传感器可以量測某一特定的位置下，相對大氣壓的壓强，胎壓計就是一個例子，當胎壓計顯示讀數為0PSI，表示輪胎內部的壓力等於大氣壓力，為14.7PSI。
- 真空壓力传感器：

這種壓力传感器用來量測小於一大氣壓的壓强，工業界有些真空壓力传感器的讀值是相對於一大氣壓（讀值為負值），而有些是以其絕對壓力為準。
- 壓差計：

此儀器用來量測二個壓強之間的壓強差，例如量測濾油器兩端的壓力差，壓差計也用來量測流量或量測壓力容器內的液面高度。
- 密封壓力传感器：

此儀器和錶壓力传感器類似，不過此儀器會經過特別的校正，其量測的壓強是相對海平面的壓強。

## 供电要求
恒流源和恒压源都是通常压力传感器采用的两种激励。两种激励方法是有区别的，其作用不同。恒流源激励有利于热灵敏度漂移的补偿作用。因为桥臂电阻器的温度系数为正，而灵敏度温度系数为负。恒流激励时的输出信号电压的温度系数是两者的代数和。而恒压激励不能直接提供灵敏度温度补偿效果。但用恒压源激励时可在桥外串接热敏电阻或二极管以补偿热灵敏度漂移。用横流激励时，这种灵敏度补偿方法便不起作用。可见，恒压源和恒流源激励互相之间不能随意互换。
```
   另外，又可将压力传感器的激励电源分为正比激励和固定激励。前者是将压力传感器电桥直接接到电源上，当电源改变时，压力传感器的灵敏度和零点都随之发生变化。后者内部有一个参考电压，压力传感器电桥由参考电压供电激励。参考电压是恒定的，与电源无关。只要电源电压在一指定电压范围内变化，参考电压不变。因而传感器的输出不变，不受电源电压的影响。
```

## 压强侦测技术
1. 压阻式压力传感器
2. 陶瓷压力传感器
3. 扩散硅压力传感器
4. 蓝宝石压力传感器
5. 压电式压力传感器

## 应用
压力传感器有以下的應用：
- 压强测量
- 海拔感知
- 流量测量
- 水平面/深度 测量
- 泄漏探测